# 25823 Dentrujillo
25823 Dentrujillo (tên chỉ định: 2000 DV73) là một tiểu hành tinh vành đai chính. Nó được phát hiện bởi dự án Nghiên cứu tiểu hành tinh gần Trái Đất Lincoln ở Socorro, New Mexico, ngày 29 tháng 2 năm 2000. Nó được đặt theo tên Dennis Paul Trujillo, an American high school student whose physics team project won second place ở the 2009 Giải thưởng Khoa học và Kỹ thuật Intel.